# El censo
El censo es una obra de teatro escrita en 1957 por el dramaturgo mexicano Emilio Carballido. Es una comedia en la cual intervienen seis personajes: Herlinda, Dora, Concha, Remedios, El Empadronador y Paco.

## El argumento
La trama ocurre en La Lagunilla, un barrio pobre en las afueras de la Ciudad de México. La obra empieza en una  vivienda, convertida en un taller de costura. Una mujer del mismo barrio, Remedios, está probándose un vestido con la ayuda de Herlinda y Dora, las dueñas del taller. La otra costurera, Concha, representa la clase trabajadora y le pagan muy mal.  
Llega un hombre, el empadronador, del gobierno a la puerta del taller y las mujeres se vuelven locas tratando de fingir que el taller es no más que una vivienda.  Ellas tienen miedo de que el hombre les vaya a pedir documentos, cuales no tienen, entonces empiezan a mentir y ofrecerle dinero al empadronador.  Cuando el empadronador les explica lo que es el censo, Herlinda y Dora no caso y siguen con miedo.  En un momento, Concha se encuentra sola con el empadronador y ella toma la oportunidad de vengarse de sus dueñas por medio de revelar todos los secretos y contar la pura verdad.  
El empadronador sigue tratando de convencerles que la información sería privada pero nunca lo creen.  Llega borracho el esposo de Dora, Paco, y da esperanza al empadronador  de que tal vez entendería Paco lo que es el censo. El empadronador se muestra contento al darse cuenta de que alguien sabía lo que es un censo, después Paco le dice a Concha que fuera por una cerveza y también decide ofrecerle una al Empadronador, pero este se la niega ya que no podía tomar en horario de trabajo. Después empieza a explicar más a detalle sobre lo que es el censo y Paco que al principio parecía entenderlo, resultó que no sabía mucho sobre el tema y por lo tanto el Empadronador se enoja y les explica que necesita esa información porque si no lo correrían del trabajo, y fue cuando Paco decide ayudarlo a llenar las boletas junto con Herlinda y Dora.

## Temas principales
- Conflictos

## Simbolismo
- El empadronador – El personaje del empadronador representa el gobierno.  Aunque sea un estudiante que trabaja con el censo, para las mujeres del taller, él es el gobierno y solamente quiere revelar el taller indocumentado al gobierno.

- Paco – El personaje de Paco representa el machismo.  Paco es un trabajador y “el hombre” de la casa.   cuando llega a la casa el empadronador, Paco está durmiendo  pero finalmente despierta por el escándalo de las mujeres y ayuda empadronador para completar sus encuestas.